# Metoda sytuacyjna
Metoda sytuacyjna (inna nazwa: metoda przypadków) - metoda pedagogiczna polegająca na bardzo dokładnym rozpatrzeniu jakiegoś przykładowego przypadku tak skonstruowanego, żeby był on typowy dla dużej klasy zdarzeń. Uczniom przedstawia się sytuację wymagającą podjęcia decyzji, doprowadza się ich do zaproponowania kilku rozmaitych projektów decyzji i omawia się konsekwencje każdej z nich.
Metoda polega na wyrabianiu w uczniach umiejętności wszechstronnego analizowania problemów składających się na tzw. sytuację trudną, a także podejmowania na tej podstawie odpowiednich decyzji oraz wskazywania przewidywanych następstw poczynań zgodnych z tymi decyzjami.
Metoda ma charakter prospektywny i fikcyjny.